# Tamás Mendelényi
Tamás Mendelényi (ur. 2 maja 1936 w Budapeszcie, zm. 6 września 1999 w Várgesztes) – węgierski szablista, złoty medalista olimpijski i wielokrotny medalista mistrzostw świata.
Na igrzyskach olimpijskich w Rzymie w 1960 roku reprezentacja Węgier w składzie: Aladár Gerevich, Rudolf Kárpáti, Pál Kovács, Zoltán Horváth, Gábor Delneky i Tamás Mendelényi zdobyła drużynowo złoty medal. W rywalizacji indywidualnej nie wystąpił. Był to jego jedyny start olimpijski.
Podczas mistrzostw świata w Paryżu w 1957 roku wywalczył indywidualnie brązowy medal, plasując się za Polakiem Jerzym Pawłowskim i Rudolfem Kárpátim. Na tej samej imprezie razem z Aladárem Gerevichem, Zoltánem Horváthem, Rudolfem Kárpátim, Pálem Kovácsem i Józsefem Szerencsésem wywalczył złoty medal w zawodach drużynowych. W tej samej konkurencji Węgrzy z Mendelényim w składzie zdobyli następnie złoty medal na mistrzostwach świata w Filadelfii (1958), srebrne na mistrzostwach świata w Budapeszcie (1959) i mistrzostwach świata w Buenos Aires (1962) oraz brązowy na mistrzostwach świata w Turynie (1961). Ponadto zdobył też srebrny medal w turnieju indywidualnym na MŚ 1959, plasując się za Rudolfem Kárpátim.
Jego żona - Judit Ágoston-Mendelényi także uprawiała szermierkę